# Las Ensaladas de Flecha
Las Ensaladas de Flecha je kniha ensaladas, kterou vydal v Praze v roce 1581 Mateo Flecha mladší. Kniha obsahuje skladby Mateo Flechy staršího a dalších autorů.

## Obsah
| Pražské vydání z roku 1581 1. El Fuego (Oheň) – Mateo Flecha starší 2. La Bomba (Čerpadlo) – Mateo Flecha starší 3. La Negrina (Černošská dívka) – Mateo Flecha starší 4. La Guerra (Válka) – Mateo Flecha starší 5. El Bon Jorn (the good day) – Pere Alberc i Vila 6. La Justa (Rytířské klání) – Mateo Flecha starší 7. La Viuda (Vdova) – Mateo Flecha starší 8. La Feria (Trh) – Mateo Flecha mladší 9. Las Cañas (Panova flétna) – Mateo Flecha mladší 10. La Trulla - Bartomeu Càrceres 11. La Lucha (Zápas) – Pere Alberc i Vila 12. Los Chistes (Žerty) – Mateo Flecha starší 13. Las Cañas II (Panova flétna II) – Mateo Flecha starší 14. El Molino (Mlýn) – F. Chacón (neznámý autor) | Dodatek 1. El Jubilate – Mateo Flecha starší 2. La Caza (Hon) – Mateo Flecha starší 3. El Toro (Býk) – Mateo Flecha starší 4. La Negrina (Černošská dívka) – Cárceres 5. Las Cañas III (Panova flétna III) – Brudieu Francisco de Peñalosa 1. Por las sierras de Madrid, pro 6 hlasy. 2. Tú que vienes de camino, pro 2 hlasy. Garcimuñóz (připisováno, neznámý autor) 1. Una montaña pasando, pro 4 hlasy Anonymus - Quien madruga Dios le ayuda. Romancero 1612 |